# Kota Baru (Lubai)
Kota Baru is een bestuurslaag in het regentschap Muara Enim van de provincie Zuid-Sumatra, Indonesië. Kota Baru telt 1897 inwoners (volkstelling 2010).